# Crocallis signatipennis
Crocallis signatipennis är en fjärilsart som beskrevs av Neustead och Smith 1912. Crocallis signatipennis ingår i släktet Crocallis och familjen mätare. Inga underarter finns listade i Catalogue of Life.